# 小島道裕
小島 道裕（こじま みちひろ、1956年 - ）は、日本の歴史学者。国立歴史民俗博物館教授（総合研究大学院大学教授）。専門は、日本中世史（戦国時代）。博士（文学）（京都大学、2006年）。横浜市生まれ。

## 略歴
- 1980年 京都大学文学部史学科卒業
- 1985年 京都大学大学院文学研究科博士課程単位修得
- 1985年 京都大学研修員
- 1986年 京都大学助手
- 1989年 国立歴史民俗博物館助手
- 1994年 国立歴史民俗博物館助教授
- 2006年 京都大学より博士（文学）の学位を取得、論題は「戦国・織豊期の都市と地域」[1]。
- 2007年 国立歴史民俗博物館准教授
- 2008年 国立歴史民俗博物館教授

## 著書
- 『城と城下―近江戦国誌』新人物往来社 1997　
  - 〈読みなおす日本史〉 吉川弘文館　2018　ISBN	9784642067683
- 『イギリスの博物館で 博物館教育の現場から』歴史民俗博物館振興会 2000
- 『戦国・織豊期の都市と地域』青史出版 2005
- 『信長とは何か』講談社選書メチエ 2006
- 『描かれた戦国の京都 洛中洛外図屏風を読む』 吉川弘文館 2009.10 ISBN　	9784642080255
- 『洛中洛外図屏風 つくられた<京都>を読み解く』 歴史文化ライブラリー 吉川弘文館 2016 ISBN　9784642058223
- 『「史料学」講義　歴史は何から分かるのだろう』吉川弘文館 2024 ISBN　9784642084659

## 共編著
- 天下統一と城 歴博フォーラム 千田嘉博共著編 塙書房 2002.3
- 美術資料に歴史を読む 漆器と洛中洛外図 日高薫共編 総研大日本歴史研究専攻 2009.3
- 武士と騎士 日欧比較中近世史の研究 思文閣出版 2010.3